# Phanomorpha semigilva
Phanomorpha semigilva is een vlinder uit de familie van de grasmotten (Crambidae). De wetenschappelijke naam van de soort is voor het eerst gepubliceerd in 1922 door Alfred Jefferis Turner.
De soort komt voor in Australië.